# Віртуальна корпорація
Віртуальна корпорація — це спільнота функціональних партнерів, керуючих проектуванням, виробництвом і реалізацією продуктів і послуг з використанням сучасних інформаційних технологій та системи контрактів, з незалежними робочими групами та структурами.
Віртуальна корпорація зародилася в уяві футуристів, перетворилася на ймовірність для теоретиків управління і тепер стала економічною необхідністю для суспільства.
Віртуальна корпорація є в основному спільною власністю і стратегічним альянсом, що зв'язує воєдино специфічні цілі і скоординовані зусилля всіх вхідних в неї організацій. Базова мета віртуальної корпорації - об'єднання ключових технологій і компетенції для того, щоб найбільш повно задовольнити попит на споживчому ринку. Групи працівників, об'єднані за допомогою комп'ютерних мереж, здатні брати участь в єдиному виробничому процесі, не тільки перебуваючи в одному місці, але і одночасно в різних місцях, розкиданих по всьому світу.
Віртуальна корпорація дозволяє компаніям відмовлятися від неефективних або неприбуткових ділянок роботи (шляхом їх передачі іншим компаніям) і концентруватися на тому, що відповідає їх основної компетенції, наприклад, на проектуванні продукту або його продажу. Такі конкурентні переваги можливо використовувати при комбінації здатності робочих груп, інтелектуального потенціалу тих чи інших команд. Віртуальна корпорація підштовхує фірми концентрувати свої зусилля на таких сферах діяльності, до яких вони найкращим чином пристосовані. Зовнішні контракти дозволяють залучати ті організації, які досягають успіху в інших областях і виконують конкретні роботи краще, ніж всі інші.

### Риси віртуальної корпорації
Відмінними рисами віртуальної корпорації є:
- непостійний характер функціонування;
- здійснення зв'язків і управлінських дій на основі інтегрованих і локальних інформаційних систем і телекомунікацій;
- взаємини з усіма партнерськими та іншими зацікавленими організаціями через серію угод, договорів і взаємне володіння власністю;
- утворення тимчасових альянсів організацій в суміжних областях діяльності;
- часткова інтеграція з материнською компанією і збереження відносин спільної власності до тих пір, поки це вважається вигідним;
- договірні відносини працівників з адміністрацією у всіх ланках.

  Віртуальні організації вимагають нового мислення керівників:
- відмови від всебічного контролю,
- переходу від співпідпорядкованості до неформальної координації,
- взаємної довіри, переважання діловитості над кар'єрними устремліннями,
- подолання пережитків ієрархічного управління.

      У структурах віртуального характеру важливо підтримувати і сприяти розвитку нового елемента - управління знаннями. З його допомогою вирішується двоєдине завдання: 
1. придбання знань, які піднімають рівень діяльності організації;
2. їх зберігання, розподіл і перетворення у форму, зручну для внутрішньофірмового користування.

Цього можна досягти за допомогою ретельно розробленої концепції централізації, інституціоналізації та практичного використання накопичених знань.

### Віртуальний продукт
Віртуальний продукт - це продукт, який виробляє віртуальна корпорація. Цей продукт (або послуги) може створюватися завдяки останнім досягненням в області обробки інформації, організаційної динаміки і розвитку виробничих систем. Випуск такої продукції стає доступним в будь-який час, в будь-якому місці і в незліченній кількості варіантів моделей і форматів. 

Ідеальний віртуальний продукт - це те, що виробляється моментально і адресно, на вимогу замовника.
Віртуальний продукт (як фізичний продукт, так і послуги) існує навіть до того, як він зроблений. Його концепція, дизайн та виготовлення зберігається в пам'яті працівників, програмах комп'ютерів і гнучких виробничих ліній. Інша відмінна особливість віртуальної продукції - зростання ролі споживача як співвиробник продукції - може прослідкувати на прикладах багатьох галузей. У кожному випадку замовник може не тільки контролювати результати, але в процесі виробництва встановлювати міцні і тривалі зв'язки з постачальником.